# Villamediana de Iregua
Villamediana de Iregua è un comune spagnolo di 8 070 abitanti situato nella comunità autonoma di La Rioja.